# Motoclub
Un motoclub es una agrupación de entusiastas de las motocicletas, generalmente de zonas geográficas cercanas, cuyo fin es compartir su afición y su amistad. Son Clubes las asociaciones privadas, integradas por personas físicas o jurídicas, que
tengan por objeto la promoción de una o varias especialidades deportivas ligadas al motociclismo, la práctica de las mismas por sus asociados, así cómo la participación en actividades y competiciones deportivas.
En España, desde 1923 se denomina Moto Club a las entidades adscritas a la Real Federación Motociclista Española. Desde la llegada en España del estado autonómico, se considera también moto club a las entidades adcritas a una Federación Autonómica (Moto Club Regional). La mayoría de estas entidades realizan anualmente diversas competiciones y actividades en las siguientes áreas del deporte motociclista:
Velocidad, Turismo, Regularidad, Enduro, Motocross, Trial, Supermotard, Freestyle, MotoBall, Motocross, Motonieve, Quad, Raid, Rally, Speedway, Stadium Motocross
Cada Moto Club puede desarrollar una o varias áreas de las anteriores.
Son destacables en la historia del motociclismo español los siguientes clubes:
- Moto Club de Aragón (Decano de España) (fundado en 1914)
- Real Moto Club de España (fundado en 1915)
- Real Moto Club de Cataluña (fundado en 1915)
- Real Peña Motorista de Vizcaya (fundada en 1923)

Existen otras federaciones en América, América latina y Asia, el enorme interés despertado por la Federación española detono que otros entusiastas del motociclismo replicaran las actividades en esta importante área del deporte.
Otros Moto clubes destacables en otros países:
- Valparaiso Moto Club (Chile). Fundado el 9 de septiembre de 1914, es uno de los más antiguos moto club del mundo vigentes en la actualidad.
- Moto Club Desterrados Cancún (México).
- Moto Club Dragon Bikers Cancún (México).
- Diablos Encabronados Moto Club (México).

## El Motoclub en el mundo custom
En el mundo de las motocicletas custom el significado de Motoclub es totalmente diferente y se utiliza el término anglosajón "Motorcycle Club"  para denominar a los grupos que partiendo de unas reglas no escritas (pero reconocidas entre los clubes del mundo custom) se hacen merecedores de dicho tratamiento siguiendo un baremo propio originario de las bandas motoristas "Fuera de la Ley" de Estados Unidos.
Suelen organizarse de diversos modos, aunque generalmente siempre existe la figura del presidente.
A menudo organizan eventos o concentraciones de motocicletas con el fin de reunir a un amplio grupo de gente, pertenezcan o no al motoclub. El fin es tener charla, compañía, etc., y es habitual que haya un calendario con un programa de actividades organizadas.